# Yoshihito
Yoshihito, l'emperador Taishō (en japonès: 大正天皇) (Tòquio, 31 d'agost de 1879 – Hayama, Prefectura de Kanagawa, 25 de desembre de 1926) fou el 123è emperador del Japó, que va regnar des del 30 de juliol de 1912 fins a la seva mort, succeint el seu pare, l'Emperador Meiji.
Segons la tradició japonesa, Yoshihito (en japonès: 嘉仁) no podia tenir nom personal mentre va ocupar el càrrec, i se l'havia de nomenar simplement "l'Emperador", mentre que, un cop mort, va rebre el nom pòstum que serveix per designar l'era que coincideix amb el seu regnat, el Període Taishō (literalment: Gran Rectitud), és a dir, l'Emperador Taishō.